# Stratus

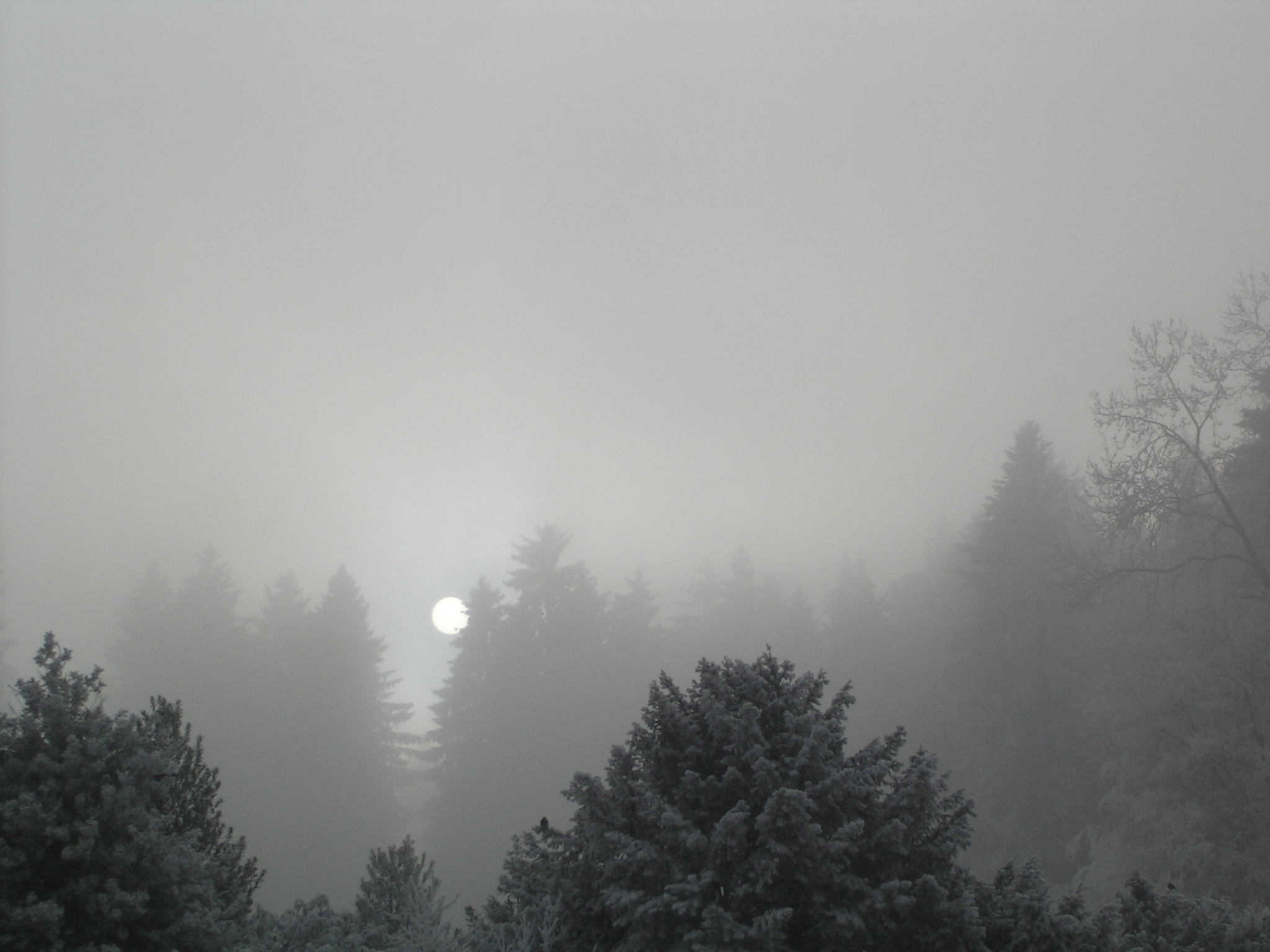
Stratus

Stratus (St, česky sloha) je oblak, který se v podstatě neliší od mlhy. Vyskytuje se v nejnižších výškách, často jen několik metrů nad zemí. Vzniká nejčastěji z mlhy, jejíž spodní hranice se zvedá od zemského povrchu do větší výšky. Trvá-li inverzní počasí po několik dní, může stratus jako jednolitá mlhavá šedá vrstva zatahovat oblohu a skutečně velmi negativně ovlivňovat psychiku člověka. V pozdním létě, kdy se noční inverze a s nimi spojená oblačnost stratus v dopoledních hodinách rozpouští, mohou přecházet tyto oblaky do tvarů stratocumulus až cumulus. Na podzim a v zimě často vypadává ze stratu mrholení.